# Grondbank
Een grondbank is een organisatie of administratief begrip binnen de overheid. Het kan daarnaast een fysieke plek zijn waar partijen grond worden ingenomen, gekeurd en verhandeld.

## Organisatie
Een grondbank kan een organisatie zijn die zich richt op het afstemmen van grondstromen. Het gaat daarbij om door graafwerkzaamheden vrijgekomen grond. Grondbankorganisaties hebben sinds 1995 een steeds belangrijkere rol voor hergebruik van grond en bouwstoffen. Een scheiding moet gemaakt worden tussen de gemeentelijke grondbanken en de commerciële grondbanken. Gemeentelijke grondbanken leggen zich toe om vraag en aanbod van grond binnen de gemeente te coördineren, commerciële grondbanken verhandelen surplus grondstromen op commissiebasis. Gemeentelijke grondbanken zijn onder andere Grondbank Amsterdam, Grondbank Rotterdam, Grondbank Arnhem en Grondbank Utrecht.
Een algemeen overkoepelende brancheorganisatie kent deze markt niet. De gemeentelijke grondbanken waren lid van de Brancheorganisatie Grondbanken BOG, welke in 2022 is opgeheven. Wel is er nog het zogenaamde 'Breukelen Overleg' waarin dezelfde partijen vertegenwoordigd zijn tezamen met de (door het Ministerie van VROM middels het Kwalibo / VIHB besluit gecertificeerde) commerciële grondbanken. Deze branchegenoten voeren overleg met de Minister van VROM en Europese lobbyisten om vigerende wet- en regelgeving aan te passen aan de werkelijkheid van de markt.

## Administratief begrip
Een grondbank kan ook een administratief begrip zijn. Een gemeente kan de nog onbebouwde grond waarover zij beschikt in een "grondbank" onderbrengen. De grond wordt dan tegen de onbebouwde waarde aan de debetkant van de balans geplaatst. De rentekosten over de grondvoorraad, een opslag voor de administratie door het ambtelijk apparaat en de kosten voor ontsluiting worden ieder jaar gedebiteerd. Aan de creditzijde worden de opbrengsten uit verkoop opgevoerd. De Raad en het College kunnen zo de rente en voorbereidingskosten van de uitgegeven grond voor woningbouw- en bedrijfsterreinprojecten bewaken. Op een gegeven moment is een dergelijke grondbank "leeg". Alle grond is verkocht en de inbreng, rentekosten en andere kosten kunnen worden verrekend met de opbrengst. Gemeenten kunnen hun grondbezit in verschillende grondbanken onderbrengen. Deze kunnen naar locatie, bestemming en het moment waarop men wil gaan bouwen worden onderverdeeld. Een college van B en W zal geregeld een overzicht van de grondbank aan de Raad overleggen.

## Grondstoffen en reststoffen
De Grond- en Reststoffenbank bemiddelt bij de afzet van vrijkomende grond en reststoffen voor aanbieders uit de overheidssector, het bedrijfsleven en particulieren in Utrecht en omgeving. De GRB exploiteert hiertoe werken en/of bemiddelt voor afzet bij derden. Vraag en aanbod worden op elkaar afgestemd op basis van milieuhygiënische en civieltechnische gegevens. Coördinatie, registratie en controle zorgen voor de verantwoorde verwerkingwijze en bestemming van grond en secundaire bouwstoffen.

## Grondbank Online
Grondbank Online is een Nederlandse website voor vraag en aanbod van partijen grond, bagger en recyclinggranulaat. Bedrijven kunnen er zich tegen betaling registeren.